# دونلی (آیداهو)
دونلی(به انگلیسی: Donnelly) شهری در شهرستان ولی ایالت آیداهو است که جمعیت آن در سرشماری سال ۲۰۱۰ میلادی ۱۵۲ نفر بوده است.

## موقعیت جغرافیایی
موقعیت جغرافیایی شهرها و مناطق اطراف به شرح زیر است: